# Canton de Bordeaux-7
Le canton de Bordeaux-7 est une ancienne division administrative française du département de la Gironde en région Aquitaine. Située dans l'arrondissement de Bordeaux, elle tient lieu, jusqu'au redécoupage cantonal de 2014, de circonscription d'élection des anciens conseillers généraux.

## Histoire

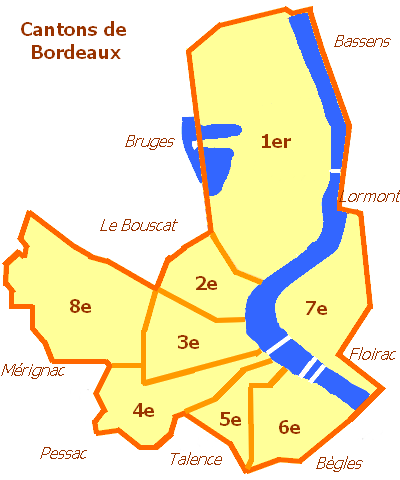
Les huit cantons de Bordeaux entre 1973 et début 2015.

Le canton de Bordeaux-7 est créé en 1888 (loi du 12 août 1888), après les cantons de Bordeaux-1 à 6 créés en 1801. ses limites sont modifiées le 13 juillet 1973. Il se compose de la seule partie de la ville de Bordeaux située en rive droite de la Garonne, dans l'Entre-deux-Mers, le quartier de La Bastide (Brazza, Niel, la Benauge et Deschamps). 
Depuis le redécoupage de 2014 applicable lors des élections départementales de mars 2015, les deux anciens cantons de Bordeaux-6 et de Bordeaux-7 sont fusionnés pour former le nouveau canton de Bordeaux-5,.

## Géographie
Cet ancien canton  situé sur la rive droite de la Garonne dans l'Entre-deux-Mers est organisé dans la partie est de la commune de Bordeaux. Son altitude varie de 1 m à 42 m pour une altitude moyenne de 6 m.   

## Représentation

### Conseillers généraux de 1888 à 2015
| Période | Période          | Identité                            | Étiquette          | Qualité |
| ------- | ---------------- | ----------------------------------- | ------------------ | --- |
| 1888    | 1891             | Marius Faget                        | Républicain        | Architecte Adjoint au maire de Bordeaux, chargé de l'instruction publique                                        |
| 1891    | 1893 (démission) | Honoré Picon                        | Rad.               | Officier de la marine marchande Distillateur, conseiller municipal de Bordeaux                                   |
| 1893    | 1895 (décès)     | Joseph Marie Édouard Chabrely       | Conservateur       | Médecin à La Bastide                                                                                             |
| 1895    | 1898             | Gérard Chabrely (fils du précédent) | Républicain rallié | Avocat à Bordeaux                                                                                                |
| 1898    | 1923 (décès)     | Calixte Camelle                     | POF puis SFIO      | Négociant Adjoint au maire de Bordeaux (1896-1900), ancien conseiller d'arrondissement Député (1910-1919)        |
| 1924    | 1940             | Adrien Marquet                      | SFIO puis PSdF     | Chirurgien-dentiste Maire de Bordeaux (1925-1944) Ministre (1934 et 1940) Nommé conseiller départemental en 1943 |
|         |                  |                                     |                    | |
| 1945    | 1951             | Jean-Fernand Audeguil               | SFIO               | Professeur Maire de Bordeaux (1945-1947) Député (1936-1956) Président du Conseil général (1945-1951)             |
| 1951    | 1964             | Jean Goussebaire                    | RI                 | Adjoint au maire de Bordeaux                                                                                     |
| 1964    | 1976             | Pierre Mora                         | SFIO puis PS       | Cheminot Conseiller municipal de Bordeaux                                                                        |
| 1976    | 1982             | Paul Castets                        | PS                 | Conseiller municipal de Bordeaux                                                                                 |
| 1982    | 2015             | Daniel Jault                        | PS                 | Médecin Conseiller municipal de Bordeaux Candidat dissident aux législatives de 1993 à Bordeaux-2                |

### Conseillers d'arrondissement (de 1888 à 1940)
| Période                                  | Période          | Identité          | Étiquette           | Qualité |
| ---------------------------------------- | ---------------- | ----------------- | ------------------- | --- |
| 1888                                     | 1896 (démission) | Calixte Camelle   | Républicain radical | Négociant en bière à Bordeaux                                                                               |
| 1896                                     | 1913             | Édouard Roussie   | Républican radical  | Distillateur, conseiller municipal de Bordeaux                                                              |
| 1913                                     | 1925             | Gabriel Chavanier | SFIO                | Instituteur                                                                                                 |
| 1925                                     | 1936             | Pierre Gérard     | SFIO puis PSdF      | |
| 1936                                     | 1940             | Robert Vielle     | SFIO                | Instituteur, Secrétaire général de l'Union des syndicats confédérés                                         |
| 1940                                     |                  |                   |                     | Les conseils d'arrondissement ont été suspendus par la loi du 12 octobre 1940 et n'ont jamais été réactivés |
| Les données manquantes sont à compléter. |                  |                   |                     | |

## Composition
L'ancien canton de Bordeaux-7, situé dans l'arrondissement de Bordeaux, se compose uniquement de la partie est de la commune de Bordeaux, et compte 15 741 habitants (population municipale) au 1er janvier 2012.
| Communes | Population (2012) | Code postal | Code Insee |
| -------- | ----------------- | ----------- | ---------- |
| Bordeaux | 15 741 (1)        | 33200       | 33063      |

## Démographie
| 1962 | 1968 | 1975 | 1982 | 1990   | 1999   | 2006   | 2011   | 2012   |
| ---- | ---- | ---- | ---- | ------ | ------ | ------ | ------ | ------ |
| -    | -    | -    | -    | 13 703 | 12 993 | 14 153 | 15 012 | 15 741 |